# Чемпіонат України з футболу 2001—2002: вища ліга (склади команд)
У складах клубів подано гравців, які провели щонайменше 1 гру в вищій лізі сезону 2001/02. Прізвища, імена та по батькові футболістів подані згідно з офіційним сайтом ФФУ.

## «Арсенал» (Київ)
Головні тренери: Олег Кузнецов (26 матчів), Володимир Безсонов (7 матчів)
| №            | Футболіст                       | Дата народження   | Країна       | Ігри     | Голи     |
| Воротарі     | Воротарі                        | Воротарі          | Воротарі     | Воротарі | Воротарі |
| ------------ | ------------------------------- | ----------------- | ------------ | -------- | -------- |
|              | Кернозенко Вячеслав Сергійович  | 4 червня 1976     | Україна      | 26       | 28п      |
| Захисники    |                                 |                   |              |          |          |
|              | Балицький Віталій Вікторович    | 22 серпня 1978    | Україна      | 8        | 0        |
|              | Білозор Сергій Володимирович    | 15 липня 1979     | Україна      | 24       | 1        |
|              | Волосянко Микола Миколайович    | 13 березня 1972   | Україна      | 24       | 0        |
|              | Кірлік Андрій Яношевич          | 21 листопада 1974 | Україна      | 23       | 1        |
|              | Клименко Олександр Віталійович  | 11 лютого 1982    | Україна      | 6        | 0        |
|              | Мальцев Олександр Володимирович | 30 жовтня 1975    | Україна      | 25       | 2        |
|              | Поліщук Володимир Васильович    | 29 жовтня 1974    | Україна      | 20       | 0        |
|              | Ревут Сергій Анатолійович       | 25 лютого 1971    | Україна      | 15       | 0        |
|              | Семчук Дмитро Анатолійович      | 23 січня 1974     | Україна      | 2        | 0        |
| Півзахисники |                                 |                   |              |          |          |
|              | Анненков Андрій Михайлович      | 21 січня 1969     | Україна      | 24       | 0        |
|              | Бондаренко Володимир Петрович   | 6 липня 1981      | Україна      | 16       | 0        |
|              | Закарлюка Сергій Володимирович  | 17 серпня 1976    | Україна      | 12       | 5        |
|              | Йокшас Андрюс                   | 12 січня 1979     | Литва        | 8        | 2        |
|              | Кадар Йосип Йосипович           | 5 серпня 1978     | Україна      | 1        | 0        |
|              | Мікадзе Леван                   | 13 серпня 1973    | Грузія       | 24       | 0        |
|              | Овеков Гуванчмухамед            | 2 лютого 1981     | Туркменістан | 6        | 1        |
|              | Осіпов Олексій Рудольфович      | 2 листопада 1975  | Україна      | 6        | 0        |
|              | Поляруш Олег Миколайович        | 10 вересня 1977   | Україна      | 9        | 0        |
|              | Ткаченко Сергій Вікторович      | 10 лютого 1979    | Україна      | 21       | 1        |
| Нападники    |                                 |                   |              |          |          |
|              | Косирін Олександр Михайлович    | 18 червня 1977    | Україна      | 15       | 2        |
|              | Костишин Руслан Володимирович   | 8 січня 1977      | Україна      | 25       | 1        |
|              | Пахолюк Роман Васильович        | 3 жовтня 1979     | Україна      | 8        | 2        |

## «Ворскла» (Полтава)
Головний тренер: Андрій Баль
| №            | Футболіст                       | Дата народження   | Країна   | Ігри     | Голи     |
| Воротарі     | Воротарі                        | Воротарі          | Воротарі | Воротарі | Воротарі |
| ------------ | ------------------------------- | ----------------- | -------- | -------- | -------- |
|              | Долганський Сергій Миколайович  | 15 вересня 1974   | Україна  | 13       | 16п      |
|              | Постранський Віталій Михайлович | 2 серпня 1977     | Україна  | 8        | 6п       |
|              | Рипан Олег Павлович             | 28 липня 1972     | Україна  | 5        | 11п      |
| Захисники    |                                 |                   |          |          |          |
|              | Баланчук Сергій Олександрович   | 31 березня 1975   | Україна  | 26       | 2        |
|              | Головко Олександр Миколайович   | 20 лютого 1973    | Україна  | 6        | 0        |
|              | Доценко Віктор Петрович         | 10 грудня 1975    | Україна  | 24       | 0        |
|              | Мачоган Ігор Петрович           | 3 березня 1970    | Україна  | 2        | 0        |
|              | Медведєв Геннадій Миколайович   | 7 лютого 1975     | Україна  | 19       | 0        |
|              | Першин Олександр Валентинович   | 23 червня 1977    | Україна  | 23       | 0        |
| Півзахисники |                                 |                   |          |          |          |
|              | Берлізєв Максим Анатолійович    | 18 грудня 1981    | Україна  | 3        | 0        |
|              | Гончар Олександр Борисович      | 25 лютого 1980    | Україна  | 6        | 0        |
|              | Гузенко Андрій Леонідович       | 19 лютого 1973    | Україна  | 15       | 0        |
|              | Ібанда Патрік Гійом             | 5 вересня 1978    | Камерун  | 12       | 1        |
|              | Зуб Сергій Леонідович           | 22 березня 1980   | Україна  | 1        | 0        |
|              | Кобзар Віталій Юрійович         | 9 травня 1972     | Україна  | 23       | 0        |
|              | Костюк Сергій Анатолійович      | 30 листопада 1978 | Україна  | 1        | 0        |
|              | Маковей Ігор Юрійович           | 4 вересня 1976    | Україна  | 21       | 4        |
|              | Онопко Сергій Савелійович       | 26 жовтня 1973    | Україна  | 14       | 3        |
|              | Омельчук Олександр Макарович    | 22 вересня 1970   | Україна  | 17       | 2        |
|              | Саркіс Дмитро Маркович          | 21 березня 1982   | Україна  | 2        | 0        |
|              | Черняк Сергій Володимирович     | 25 жовтня 1978    | Україна  | 11       | 0        |
| Нападники    |                                 |                   |          |          |          |
|              | Бессараб Олександр Миколайович  | 13 вересня 1978   | Україна  | 20       | 1        |
|              | Кондратюк Петро Петрович        | 21 квітня 1979    | Україна  | 17       | 0        |
|              | Мусолітін Володимир Миколайович | 11 березня 1973   | Україна  | 13       | 1        |
|              | Окодува Еммануель Осеї          | 21 листопада 1983 | Нігерія  | 13       | 3        |
|              | Пшеничних Сергій Миколайович    | 19 листопада 1981 | Україна  | 14       | 0        |
|              | Шевцов Сергій Анатолійович      | 31 грудня 1975    | Україна  | 19       | 2        |

## «Динамо» (Київ)
Головні тренери: Валерій Лобановський (21 матч) Олексій Михайличенко (5 матчів)
| №            | Футболіст                           | Дата народження   | Країна               | Ігри     | Голи     |
| Воротарі     | Воротарі                            | Воротарі          | Воротарі             | Воротарі | Воротарі |
| ------------ | ----------------------------------- | ----------------- | -------------------- | -------- | -------- |
|              | Рева Віталій Григорович             | 19 листопада 1974 | Україна              | 17       | 6п       |
|              | Філімонов Олександр Володимирович   | 15 жовтня 1973    | Росія                | 4        | 1п       |
|              | Шовковський Олександр Володимирович | 2 січня 1975      | Україна              | 6        | 2п       |
| Захисники    |                                     |                   |                      |          |          |
|              | Боднар Ласло                        | 25 лютого 1979    | Угорщина             | 18       | 2        |
|              | Ващук Владислав Вікторович          | 2 січня 1975      | Україна              | 20       | 0        |
|              | Головко Олександр Борисович         | 6 січня 1972      | Україна              | 22       | 1        |
|              | Дмитрулін Юрій Михайлович           | 10 лютого 1975    | Україна              | 11       | 1        |
|              | Несмачний Андрій Миколайович        | 28 лютого 1979    | Україна              | 21       | 2        |
|              | Федоров Сергій Владиславович        | 18 лютого 1975    | Україна              | 19       | 1        |
| Півзахисники |                                     |                   |                      |          |          |
|              | Бялькевіч Валянцін Мікалаєвіч       | 27 січня 1973     | Білорусь             | 24       | 9        |
|              | Гавранчіч Горан                     | 2 серпня 1978     | Сербія та Чорногорія | 17       | 4        |
|              | Гіоане Тіберіу                      | 18 червня 1981    | Румунія              | 18       | 2        |
|              | Гусін Андрій Леонідович             | 11 грудня 1972    | Україна              | 16       | 2        |
|              | Косовський Віталій Владиславович    | 11 серпня 1973    | Україна              | 3        | 0        |
|              | Лисицький Віталій Сергійович        | 16 квітня 1982    | Україна              | 6        | 0        |
|              | Мороз Геннадій Григорович           | 27 березня 1975   | Україна              | 1        | 0        |
|              | Пеєв Георгі Іванов                  | 11 березня 1979   | Болгарія             | 25       | 6        |
|              | Хацкевіч Аляксандр Мікалаєвіч       | 19 жовтня 1973    | Білорусь             | 11       | 1        |
|              | Чернат Флорін Лучіан                | 10 травня 1980    | Румунія              | 23       | 9        |
|              | Яшкін Артем Олександрович           | 29 квітня 1975    | Україна              | 2        | 0        |
| Нападники    |                                     |                   |                      |          |          |
|              | Венглінський Олег Миколайович       | 21 березня 1978   | Україна              | 5        | 0        |
|              | Ідахор Ісі Лаки                     | 30 серпня 1980    | Нігерія              | 19       | 5        |
|              | Мелащенко Олександр Петрович        | 13 грудня 1978    | Україна              | 21       | 9        |
|              | Серебренников Сергій Олександрович  | 1 вересня 1976    | Україна              | 9        | 1        |
|              | Шацьких Максим Олександрович        | 30 серпня 1978    | Узбекистан           | 17       | 7        |

## «Дніпро» (Дніпропетровськ)
Головні тренери: Микола Федоренко (12 матчів), Олександр Лисенко (1 матч), Євген Кучеревський (13 матчів)
| №            | Футболіст                           | Дата народження   | Країна   | Ігри     | Голи     |
| Воротарі     | Воротарі                            | Воротарі          | Воротарі | Воротарі | Воротарі |
| ------------ | ----------------------------------- | ----------------- | -------- | -------- | -------- |
|              | Куслій Артем Володимирович          | 7 липня 1981      | Україна  | 1        | 2п       |
|              | Медін Микола Олександрович          | 4 травня 1972     | Україна  | 25       | 18п      |
| Захисники    |                                     |                   |          |          |          |
|              | Бєліков Віталій Петрович            | 9 березня 1979    | Україна  | 1        | 0        |
|              | Геращенко Володимир Васильович      | 27 квітня 1968    | Україна  | 17       | 0        |
|              | Єзерський Володимир Іванович        | 15 листопада 1976 | Україна  | 20       | 0        |
|              | Задорожний Сергій Михайлович        | 20 лютого 1976    | Україна  | 25       | 2        |
|              | Кондратович Дмитро Андрійович       | 24 червня 1981    | Україна  | 1        | 0        |
|              | Козар Геннадій Васильович           | 23 вересня 1971   | Україна  | 14       | 0        |
|              | Матюхін Сергій Володимирович        | 21 березня 1980   | Україна  | 9        | 0        |
|              | Пасічниченко Роман Сергійович       | 17 червня 1981    | Україна  | 1        | 0        |
|              | Поклонський Олександр Володимирович | 22 січня 1975     | Україна  | 25       | 1        |
|              | Шершун Богдан Миколайович           | 14 травня 1981    | Україна  | 4        | 0        |
| Півзахисники |                                     |                   |          |          |          |
|              | Валяєв Сергій Валентинович          | 16 вересня 1978   | Україна  | 17       | 6        |
|              | Галдяну Константін Дан              | 18 травня 1974    | Румунія  | 8        | 1        |
|              | Грицай Олександр Анатолійович       | 30 вересня 1977   | Україна  | 20       | 0        |
|              | Назаренко Сергій Юрійович           | 16 лютого 1980    | Україна  | 10       | 0        |
|              | Зубченко Андрій Володимирович       | 15 березня 1977   | Україна  | 18       | 0        |
|              | Косілов Сергій Сергійович           | 11 липня 1979     | Росія    | 9        | 0        |
|              | Максимюк Роман Васильович           | 14 червня 1974    | Україна  | 20       | 5        |
|              | Мороз Геннадій Григорович           | 27 березня 1975   | Україна  | 11       | 2        |
|              | Полтавець Валентин Миколайович      | 18 квітня 1975    | Україна  | 22       | 6        |
|              | Ротань Руслан Петрович              | 29 жовтня 1981    | Україна  | 13       | 1        |
|              | Спєвак Андрій Олександрович         | 4 січня 1976      | Україна  | 6        | 0        |
|              | Шелаєв Олег Миколайович             | 5 листопада 1976  | Україна  | 23       | 3        |
| Нападники    |                                     |                   |          |          |          |
|              | Бездольний Ігор Юрійович            | 10 червня 1977    | Україна  | 1        | 0        |
|              | Несін Віталій Леонідович            | 23 лютого 1984    | Україна  | 3        | 0        |
|              | Мазяр Володимир Іванович            | 28 вересня 1977   | Україна  | 14       | 1        |
|              | Сібіряков Сергій Олександрович      | 1 січня 1982      | Україна  | 2        | 0        |
|              | Слабишев Юрій Олександрович         | 6 жовтня 1979     | Україна  | 12       | 2        |
|              | Телятников Олексій Леонідович       | 21 жовтня 1980    | Україна  | 2        | 0        |

## «Закарпаття» (Ужгород)
Головний тренер: Юрій Калитвинцев
| №            | Футболіст                        | Дата народження  | Країна   | Ігри     | Голи     |
| Воротарі     | Воротарі                         | Воротарі         | Воротарі | Воротарі | Воротарі |
| ------------ | -------------------------------- | ---------------- | -------- | -------- | -------- |
|              | Ковтун Андрій Олександрович      | 28 лютого 1968   | Україна  | 22       | 34п      |
|              | Марущак Мар'ян Осипович          | 10 травня 1979   | Україна  | 1        | 5п       |
|              | Овсієнко Володимир Володимирович | 30 жовтня 1978   | Україна  | 1        | 2п       |
|              | Романенко Всеволод Вадимович     | 24 березня 1977  | Україна  | 2        | 8п       |
| Захисники    |                                  |                  |          |          |          |
|              | Журка Олег Васильович            | 4 листопада 1977 | Україна  | 16       | 0        |
|              | Карабкін Ярослав Станіславович   | 29 березня 1982  | Україна  | 18       | 0        |
|              | Кутас Павло Віталійович          | 3 вересня 1982   | Україна  | 1        | 0        |
|              | Мороз Юрій Леонтійович           | 8 серпня 1970    | Україна  | 11       | 0        |
|              | Оксимець Андрій Григорович       | 27 вересня 1974  | Україна  | 22       | 0        |
|              | Радченко Олександр Борисович     | 19 липня 1976    | Україна  | 26       | 0        |
| Півзахисники |                                  |                  |          |          |          |
|              | Богатирьов Сергій Борисович      | 3 квітня 1976    | Україна  | 18       | 4        |
|              | Волотек Олег Вікторович          | 15 серпня 1967   | Україна  | 5        | 0        |
|              | Єсип Богдан Борисович            | 2 серпня 1978    | Україна  | 9        | 0        |
|              | Костюк Ігор Володимирович        | 14 вересня 1975  | Україна  | 3        | 0        |
|              | Краснопьоров Олег Володимирович  | 25 липня 1980    | Україна  | 25       | 0        |
|              | Лозінський Євгеній Петрович      | 7 лютого 1982    | Україна  | 13       | 0        |
|              | Маковський Михайло Михайлович    | 23 квітня 1977   | Білорусь | 14       | 0        |
|              | Мотуз Сергій Сергійович          | 6 липня 1982     | Україна  | 8        | 0        |
|              | Саутін Артем Володимирович       | 20 лютого 1977   | Україна  | 2        | 0        |
|              | Скоба Ігор Олегович              | 21 травня 1982   | Україна  | 11       | 1        |
|              | Слюсар Валентин Васильович       | 15 вересня 1977  | Україна  | 24       | 2        |
|              | Тєлєгін Сергій Анатолійович      | 21 травня 1977   | Україна  | 2        | 0        |
|              | Целих Юрій Миколайович           | 18 квітня 1979   | Україна  | 11       | 0        |
|              | Щекотилін Геннадій Анатолійович  | 28 липня 1974    | Україна  | 25       | 4        |
| Нападники    |                                  |                  |          |          |          |
|              | Бобаль Матвій Матвійович         | 27 травня 1984   | Україна  | 1        | 0        |
|              | Бундаш Мирослав Омелянович       | 22 грудня 1976   | Україна  | 17       | 2        |
|              | Герасименко Андрій Олександрович | 8 січня 1981     | Україна  | 4        | 0        |
|              | Леоненко Віктор Євгенович        | 5 жовтня 1969    | Україна  | 7        | 1        |
|              | Маковський Владзімір Міхайлавіч  | 23 квітня 1977   | Білорусь | 21       | 1        |
|              | Продан Ігор Вячеславович         | 29 лютого 1976   | Україна  | 23       | 8        |

## «Карпати» (Львів)
Головні тренери: Мирон Маркевич (16 матчів), Володимир Журавчак (9 матчів), Лев Броварський (1 матч)
| №            | Футболіст                          | Дата народження   | Країна               | Ігри     | Голи     |
| Воротарі     | Воротарі                           | Воротарі          | Воротарі             | Воротарі | Воротарі |
| ------------ | ---------------------------------- | ----------------- | -------------------- | -------- | -------- |
|              | Налепа Мацей Павел                 | 31 березня 1978   | Польща               | 6        | 6п       |
|              | Стронціцький Богдан Едуардович     | 13 січня 1968     | Україна              | 3        | 6п       |
|              | Тлумак Андрій Богданович           | 7 березня 1979    | Україна              | 17       | 19п      |
| Захисники    |                                    |                   |                      |          |          |
|              | Вільчинський Володимир Нестерович  | 1 травня 1967     | Україна              | 12       | 0        |
|              | Ганц Франтішек                     | 2 квітня 1974     | Словаччина           | 10       | 0        |
|              | Грановський Олександр Анатолійович | 11 березня 1976   | Україна              | 5        | 0        |
|              | Грегуль Валентин Миколайович       | 9 грудня 1973     | Україна              | 11       | 0        |
|              | Гриценко Артур Володимирович       | 15 лютого 1979    | Україна              | 1        | 0        |
|              | Донець Андрій Анатолійович         | 3 січня 1981      | Україна              | 3        | 0        |
|              | Іщенко Микола Анатолійович         | 9 березня 1983    | Україна              | 6        | 0        |
|              | Михайлів Євгеній Євгенійович       | 6 квітня 1974     | Україна              | 4        | 0        |
|              | Павлюх Іван Богданович             | 12 серпня 1976    | Україна              | 1        | 0        |
|              | Суковський Петер                   | 16 лютого 1975    | Словаччина           | 1        | 0        |
|              | Чернов Андрій Анатолійович         | 19 жовтня 1979    | Україна              | 23       | 2        |
| Півзахисники |                                    |                   |                      |          |          |
|              | Веприк Олег Олексійович            | 2 квітня 1983     | Україна              | 2        | 0        |
|              | Вовчук Любомир Євгенович           | 26 серпня 1969    | Україна              | 22       | 0        |
|              | Годвін Самсон                      | 11 листопада 1983 | Нігерія              | 10       | 0        |
|              | Даниловський Сергій Юрійович       | 20 серпня 1981    | Україна              | 19       | 1        |
|              | Іванський Любомир Михайлович       | 11 січня 1983     | Україна              | 6        | 0        |
|              | Ковальчук Сергій Сергійович        | 20 січня 1982     | Молдова              | 13       | 0        |
|              | Леськів Василь Іванович            | 20 грудня 1963    | Україна              | 13       | 0        |
|              | Луцишин Михайло Михайлович         | 21 листопада 1975 | Україна              | 3        | 0        |
|              | Лучкевич Ігор Валерійович          | 19 листопада 1973 | Україна              | 26       | 2        |
|              | Платон Руслан Сергійович           | 12 січня 1982     | Україна              | 2        | 0        |
|              | Різник Володимир Йосипович         | 15 лютого 1966    | Україна              | 6        | 0        |
|              | Сіміч Душан                        | 22 липня 1980     | Югославія            | 6        | 0        |
|              | Толочко Роман Любомирович          | 11 грудня 1968    | Україна              | 23       | 3        |
|              | Хома Ярослав Богданович            | 17 лютого 1974    | Україна              | 13       | 3        |
|              | Янічевіч Івіца                     | 21 жовтня 1975    | Сербія та Чорногорія | 1        | 0        |
| Нападники    |                                    |                   |                      |          |          |
|              | Аньямке Едвард                     | 10 жовтня 1978    | Нігерія              | 15       | 2        |
|              | Драголюк Андрій Вікторович         | 26 червня 1982    | Україна              | 9        | 1        |
|              | Іванов Олексій Володимирович       | 9 січня 1978      | Україна              | 12       | 0        |
|              | Кабанов Тарас Володимирович        | 23 січня 1981     | Україна              | 17       | 2        |
|              | Мутамбіква Тондерей Хенрі          | 3 червня 1976     | Зімбабве             | 1        | 0        |
|              | Онисько Павло Степанович           | 12 липня 1979     | Україна              | 11       | 0        |
|              | Покладок Андрій Ярославович        | 21 червня 1971    | Україна              | 5        | 0        |
|              | Швед Василь Васильович             | 11 грудня 1971    | Україна              | 24       | 3        |

## «Кривбас» (Кривий Ріг)
Головні тренери: Геннадій Литовченко (13 матчів), Ігор Надєїн (13 матчів)
| №            | Футболіст                         | Дата народження | Країна   | Ігри     | Голи     |
| Воротарі     | Воротарі                          | Воротарі        | Воротарі | Воротарі | Воротарі |
| ------------ | --------------------------------- | --------------- | -------- | -------- | -------- |
|              | Лазарчук Андрій Андрійович        | 27 травня 1982  | Україна  | 3        | 11п      |
|              | Остапенко Олег Володимирович      | 27 жовтня 1977  | Україна  | 13       | 14п      |
|              | Постранський Віталій Михайлович   | 2 серпня 1977   | Україна  | 10       | 15п      |
| Захисники    |                                   |                 |          |          |          |
|              | Аніщенко Андрій Анатолійович      | 16 квітня 1975  | Україна  | 18       | 0        |
|              | Купцов Олексій Сергійович         | 2 вересня 1977  | Україна  | 20       | 1        |
|              | Леженцев Сергій Борисович         | 4 серпня 1971   | Україна  | 5        | 0        |
|              | Мартюк Олександр Леонідович       | 24 липня 1972   | Україна  | 11       | 0        |
|              | Матюхін Сергій Володимирович      | 21 березня 1980 | Україна  | 12       | 0        |
|              | Монахов Антон Олександрович       | 31 січня 1982   | Україна  | 5        | 0        |
|              | Русол Андрій Анатолійович         | 16 січня 1983   | Україна  | 19       | 0        |
|              | Скоропад Павло Васильович         | 21 липня 1979   | Україна  | 16       | 0        |
|              | Чечер Вячеслав Леонідович         | 15 грудня 1980  | Україна  | 12       | 1        |
| Півзахисники |                                   |                 |          |          |          |
|              | Багіров Едуард Олександрович      | 30 травня 1975  | Україна  | 8        | 1        |
|              | Бондар Олексій Вікторович         | 20 березня 1976 | Україна  | 1        | 0        |
|              | Вергун Роман Богданович           | 23 грудня 1979  | Україна  | 1        | 0        |
|              | Зав'ялов Андрій Олександрович     | 2 січня 1971    | Україна  | 13       | 2        |
|              | Клименко Андрій Віталійович       | 13 вересня 1977 | Україна  | 11       | 0        |
|              | Ключик Сергій Леонідович          | 27 серпня 1973  | Україна  | 21       | 3        |
|              | Лукашук Володимир Павлович        | 18 січня 1978   | Україна  | 5        | 0        |
|              | Маткевич Анатолій Анатолійович    | 17 червня 1977  | Україна  | 8        | 0        |
|              | Платонов Валентин Вікторович      | 15 січня 1977   | Україна  | 26       | 1        |
|              | Пономаренко Володимир Миколайович | 29 жовтня 1972  | Україна  | 13       | 4        |
|              | Санжар Роман Миколайович          | 28 травня 1979  | Україна  | 13       | 0        |
|              | Сімаков Олег Олександрович        | 3 січня 1976    | Росія    | 4        | 1        |
| Нападники    |                                   |                 |          |          |          |
|              | Атаманчук Орест Богданович        | 5 вересня 1971  | Україна  | 12       | 0        |
|              | Галдяну Константін Дан            | 18 травня 1974  | Румунія  | 4        | 0        |
|              | Гребінюк Олександр Вікторович     | 23 червня 1981  | Україна  | 5        | 0        |
|              | Кривобок Ігор Федорович           | 28 липня 1978   | Україна  | 1        | 0        |
|              | Кудінов Юрій Олексійович          | 10 травня 1975  | Україна  | 26       | 5        |
|              | Мінтенко Віталій Георгійович      | 29 жовтня 1972  | Україна  | 5        | 2        |
|              | Мусолітін Володимир Миколайович   | 11 березня 1973 | Україна  | 11       | 6        |
|              | Римшин Євген Леонідович           | 16 червня 1976  | Україна  | 10       | 1        |

## «Металіст» (Харків)
Головний тренер: Михайло Фоменко
| №            | Футболіст                           | Дата народження   | Країна   | Ігри     | Голи     |
| Воротарі     | Воротарі                            | Воротарі          | Воротарі | Воротарі | Воротарі |
| ------------ | ----------------------------------- | ----------------- | -------- | -------- | -------- |
|              | Горяінов Олександр Сергійович       | 29 червня 1975    | Україна  | 26       | 36п      |
| Захисники    |                                     |                   |          |          |          |
|              | Березовчук Андрій Володимирович     | 16 квітня 1981    | Україна  | 12       | 1        |
|              | Єсін Сергій Олександрович           | 2 квітня 1975     | Україна  | 7        | 1        |
|              | Іваненко Віктор Валерійович         | 5 серпня 1970     | Україна  | 5        | 0        |
|              | Клабуков Дмитро Васильович          | 14 січня 1980     | Росія    | 3        | 0        |
|              | Кучер Олег Миколайович              | 17 листопада 1971 | Україна  | 17       | 0        |
|              | Мацігура Володимир Васильович       | 14 травня 1975    | Україна  | 19       | 1        |
|              | Осадчий Сергій Миколайович          | 30 жовтня 1970    | Україна  | 20       | 1        |
|              | Пець Роман Васильович               | 21 червня 1969    | Україна  | 25       | 0        |
|              | Плахотін Ігор Сергійович            | 13 вересня 1974   | Україна  | 1        | 0        |
| Півзахисники |                                     |                   |          |          |          |
|              | Алундеріс Відас                     | 27 березня 1979   | Литва    | 18       | 0        |
|              | Бермудес Дмитро Валерійович         | 11 серпня 1980    | Україна  | 8        | 2        |
|              | Гольдін Вадим Якович                | 18 листопада 1972 | Україна  | 10       | 2        |
|              | Назаров Євгеній Миколайович         | 23 січня 1972     | Україна  | 22       | 2        |
|              | Запояска Вячеслав Олексійович       | 24 серпня 1980    | Україна  | 4        | 0        |
|              | Кандауров Сергій Вікторович         | 2 грудня 1972     | Україна  | 10       | 0        |
|              | Костюков Сергій Миколайович         | 11 вересня 1975   | Україна  | 6        | 0        |
|              | Кравченко Володимир Олександрович   | 24 лютого 1981    | Україна  | 10       | 0        |
|              | Кундєнок Олександр Миколайович      | 11 листопада 1973 | Україна  | 4        | 0        |
|              | Мізін Сергій Григорович             | 25 вересня 1972   | Україна  | 20       | 5        |
|              | Погорелов Іван Анатолійович         | 12 березня 1982   | Україна  | 8        | 0        |
|              | Рудняк Дмитро Геннадійович          | 29 червня 1970    | Україна  | 17       | 0        |
|              | Тофан Василь Васильович             | 13 лютого 1974    | Україна  | 4        | 1        |
|              | Харченко(Жуковський) Вадим Юрійович | 7 грудня 1975     | Україна  | 7        | 0        |
|              | Швидаков Микола Олександрович       | 6 липня 1980      | Білорусь | 9        | 0        |
|              | Шевченко Олег Вікторович            | 16 вересня 1978   | Україна  | 4        | 1        |
|              | Шопін Ігор Вікторович               | 15 червня 1978    | Україна  | 9        | 1        |
| Нападники    |                                     |                   |          |          |          |
|              | Гецко Іван Михайлович               | 6 квітня 1968     | Україна  | 2        | 1        |
|              | Головко Андрій Валентинович         | 5 серпня 1977     | Україна  | 11       | 2        |
|              | Дерипапа Олексій Володимирович      | 27 березня 1973   | Україна  | 1        | 0        |
|              | Паляниця Олександр Віталійович      | 29 лютого 1972    | Україна  | 14       | 1        |
|              | Подуст Руслан Валерійович           | 21 січня 1981     | Україна  | 1        | 0        |
|              | Пушкуца Віталій Георгійович         | 13 липня 1974     | Україна  | 19       | 11       |

## «Металург» (Донецьк)
Головний тренер: Семен Альтман
| №            | Футболіст                           | Дата народження  | Країна   | Ігри     | Голи     |
| Воротарі     | Воротарі                            | Воротарі         | Воротарі | Воротарі | Воротарі |
| ------------ | ----------------------------------- | ---------------- | -------- | -------- | -------- |
|              | Альтман Геннадій Семенович          | 22 травня 1979   | Україна  | 2        | 1п       |
|              | Кураєв Андрій Вадимович             | 19 грудня 1972   | Україна  | 8        | 10п      |
|              | Нікітін Андрій Дмитрович            | 8 січня 1972     | Україна  | 17       | 17п      |
| Захисники    |                                     |                  |          |          |          |
|              | Андрієнко Денис Андрійович          | 12 квітня 1980   | Україна  | 10       | 0        |
|              | Ковальов Альберт Сергійович         | 4 березня 1971   | Україна  | 20       | 0        |
|              | Котов Євген Валентинович            | 10 серпня 1978   | Україна  | 23       | 2        |
|              | Осадчий Сергій Миколайович          | 30 жовтня 1970   | Україна  | 1        | 0        |
|              | Пятенко Володимир Миколайович       | 9 вересня 1974   | Україна  | 10       | 0        |
|              | Скіндеріс Маріус                    | 13 жовтня 1974   | Литва    | 1        | 0        |
|              | Чечер Вячеслав Леонідович           | 15 грудня 1980   | Україна  | 11       | 0        |
|              | Шевчук В'ячеслав Анатолійович       | 13 травня 1979   | Україна  | 2        | 0        |
|              | Яксманицький Володимир Іванович     | 4 лютого 1977    | Україна  | 22       | 3        |
| Півзахисники |                                     |                  |          |          |          |
|              | Абрамов Віталій Сергійович          | 12 липня 1974    | Росія    | 3        | 0        |
|              | Алегбе Тоні                         | 10 жовтня 1981   | Нігерія  | 13       | 0        |
|              | Воскобойник Олександр Володимирович | 26 січня 1976    | Україна  | 13       | 2        |
|              | Гедгаудас Андрюс                    | 18 вересня 1978  | Литва    | 11       | 0        |
|              | Диндіков Олександр Леонідович       | 3 січня 1982     | Україна  | 1        | 0        |
|              | Закарлюка Сергій Володимирович      | 17 серпня 1976   | Україна  | 11       | 2        |
|              | Згура Сергій Олександрович          | 3 листопада 1977 | Україна  | 20       | 0        |
|              | Зотов Олександр Сергійович          | 23 лютого 1975   | Україна  | 23       | 3        |
|              | Коваленко Олександр Олександрович   | 24 березня 1976  | Україна  | 15       | 0        |
|              | Кривенцов Валерій Сергійович        | 31 липня 1973    | Україна  | 12       | 1        |
|              | Матвєєв Олег Юрійович               | 18 серпня 1970   | Україна  | 10       | 5        |
|              | Пономаренко Володимир Миколайович   | 29 жовтня 1972   | Україна  | 12       | 0        |
|              | Санжар Роман Миколайович            | 28 травня 1979   | Україна  | 4        | 0        |
|              | Селезньов Юрій Олександрович        | 18 грудня 1975   | Україна  | 20       | 3        |
|              | Шищенко Сергій Юрійович             | 13 січня 1976    | Україна  | 24       | 12       |
| Нападники    |                                     |                  |          |          |          |
|              | Агбо Патрік Умомо                   | 21 жовтня 1981   | Нігерія  | 4        | 0        |
|              | Акобян Ара                          | 4 листопада 1980 | Вірменія | 10       | 0        |
|              | Дранов Сергій Геннадійович          | 1 вересня 1977   | Україна  | 1        | 0        |
|              | Мартинов Володимир Володимирович    | 6 квітня 1976    | Україна  | 1        | 0        |
|              | Пилипчук Роман Михайлович           | 27 квітня 1967   | Україна  | 24       | 4        |

## «Металург» (Запоріжжя)
Головні тренери: Володимир Атаманюк (2 матчі), Олег Таран (24 матчі)
| №            | Футболіст                        | Дата народження   | Країна     | Ігри     | Голи     |
| Воротарі     | Воротарі                         | Воротарі          | Воротарі   | Воротарі | Воротарі |
| ------------ | -------------------------------- | ----------------- | ---------- | -------- | -------- |
|              | Глущенко Андрій Олександрович    | 18 березня 1974   | Україна    | 24       | 20п      |
|              | Ян Золна                         | 27 травня 1978    | Словаччина | 2        | 2п       |
| Захисники    |                                  |                   |            |          |          |
|              | Беньо Юрій Володимирович         | 25 квітня 1974    | Україна    | 26       | 1        |
|              | Бугай Сергій Іванович            | 29 вересня 1972   | Україна    | 10       | 0        |
|              | Валуца Едуард                    | 9 квітня 1979     | Молдова    | 6        | 0        |
|              | Іванов Валентін Ілієв            | 11 липня 1980     | Болгарія   | 8        | 1        |
|              | Лавриненко Сергій Дмитрович      | 17 лютого 1975    | Україна    | 3        | 0        |
|              | Мельник Віктор Володимирович     | 11 серпня 1980    | Україна    | 23       | 0        |
|              | Ратій Олег Борисович             | 5 липня 1970      | Україна    | 23       | 0        |
|              | Чижевський Олександр Арсенійович | 27 травня 1971    | Україна    | 3        | 0        |
| Півзахисники |                                  |                   |            |          |          |
|              | Акопян Армен Антонович           | 15 січня 1980     | Україна    | 16       | 2        |
|              | Богатир Іван Олександрович       | 24 квітня 1975    | Україна    | 14       | 0        |
|              | Годін Олексій Вячеславович       | 2 лютого 1983     | Україна    | 12       | 0        |
|              | Губрієнко Олександр Анатолійович | 2 січня 1983      | Україна    | 8        | 0        |
|              | Демченко Андрій Анатолійович     | 20 серпня 1976    | Україна    | 21       | 6        |
|              | Заяць Вадим Григорович           | 1 червня 1974     | Україна    | 13       | 2        |
|              | Іващенко Валерій Володимирович   | 25 листопада 1980 | Україна    | 15       | 0        |
|              | Ковалець Сергій Іванович         | 5 вересня 1968    | Україна    | 10       | 0        |
|              | Лапко Микола Романович           | 11 жовтня 1976    | Україна    | 20       | 1        |
|              | Матвєєв Олег Юрійович            | 18 серпня 1970    | Україна    | 8        | 0        |
|              | Пірву Іонел Антонел              | 23 червня 1970    | Румунія    | 2        | 0        |
|              | Савінов Олексій                  | 19 квітня 1979    | Молдова    | 13       | 0        |
|              | Смірнов Денис Анатолійович       | 18 червня 1975    | Україна    | 17       | 1        |
| Нападники    |                                  |                   |            |          |          |
|              | Бастон Євген Даніель             | 7 червня 1973     | Румунія    | 2        | 1        |
|              | Васілєвич Ацо                    | 25 вересня 1973   | Югославія  | 1        | 0        |
|              | Ільяшов Андрій Степанович        | 20 грудня 1982    | Україна    | 12       | 1        |
|              | Микуляк Олександр Васильович     | 29 грудня 1976    | Україна    | 14       | 4        |
|              | Модебадзе Іраклі Іузайович       | 4 жовтня 1984     | Грузія     | 13       | 3        |
|              | Решітка Марчел Петру             | 4 листопада 1975  | Молдова    | 10       | 1        |
|              | Черевань Андрій Валерійович      | 13 квітня 1975    | Україна    | 1        | 0        |

## «Металург» (Маріуполь)
Головний тренер: Микола Павлов
| №            | Футболіст                         | Дата народження   | Країна   | Ігри     | Голи     |
| Воротарі     | Воротарі                          | Воротарі          | Воротарі | Воротарі | Воротарі |
| ------------ | --------------------------------- | ----------------- | -------- | -------- | -------- |
|              | Шуховцев Ігор Вікторович          | 13 липня 1971     | Україна  | 26       | 42п      |
| Захисники    |                                   |                   |          |          |          |
|              | Анікеєв Володимир Юрійович        | 16 січня 1976     | Україна  | 25       | 0        |
|              | Дірявка Сергій Георгійович        | 18 квітня 1971    | Україна  | 26       | 0        |
|              | Дичко Володимир Вікторович        | 7 вересня 1972    | Україна  | 6        | 0        |
|              | Ковтунов Євген Геннадійович       | 15 грудня 1980    | Україна  | 3        | 0        |
|              | Міклашевич Руслан Сергійович      | 21 жовтня 1979    | Україна  | 23       | 2        |
|              | Русановський Роман Євгенович      | 8 жовтня 1972     | Україна  | 25       | 0        |
| Півзахисники |                                   |                   |          |          |          |
|              | Артеменко Сергій Володимирович    | 17 вересня 1976   | Україна  | 11       | 0        |
|              | Афонін Дмитро Миколайович         | 14 лютого 1982    | Україна  | 1        | 0        |
|              | Булгаков Олексій Володимирович    | 8 вересня 1977    | Україна  | 15       | 1        |
|              | Гончаренко Сергій Григорович      | 24 квітня 1974    | Україна  | 6        | 0        |
|              | Грибанов Сергій Олегович          | 17 листопада 1981 | Україна  | 12       | 5        |
|              | Єсін Дмитро Олександрович         | 15 квітня 1980    | Україна  | 8        | 0        |
|              | Кілікевич Володимир Володимирович | 30 листопада 1983 | Україна  | 5        | 0        |
|              | Колесник Сергій Олександрович     | 1 січня 1979      | Україна  | 20       | 1        |
|              | Мазуренко Олександр Олександрович | 18 листопада 1980 | Україна  | 1        | 0        |
|              | Механошин Олександр Михайлович    | 14 липня 1971     | Україна  | 3        | 0        |
|              | Рикун Олександр Валерійович       | 6 травня 1978     | Україна  | 22       | 5        |
|              | Сахаров Костянтин Анатолійович    | 9 вересня 1971    | Україна  | 25       | 1        |
|              | Таран Євген Миколайович           | 11 квітня 1980    | Україна  | 14       | 0        |
| Нападники    |                                   |                   |          |          |          |
|              | Бабич Костянтин Миколайович       | 6 травня 1975     | Україна  | 25       | 7        |
|              | Гайдаш Олександр Миколайович      | 7 серпня 1967     | Україна  | 11       | 1        |
|              | Молокуцько Степан Костянтинович   | 18 серпня 1979    | Україна  | 24       | 6        |
|              | Сізов Кирилл Сергійович           | 17 березня 1981   | Україна  | 2        | 0        |

## «Поліграфтехніка» (Олександрія)
Головний тренер: Роман Покора
| №            | Футболіст                         | Дата народження   | Країна   | Ігри     | Голи     |
| Воротарі     | Воротарі                          | Воротарі          | Воротарі | Воротарі | Воротарі |
| ------------ | --------------------------------- | ----------------- | -------- | -------- | -------- |
|              | Хрієнко Юрій Володимирович        | 8 листопада 1976  | Україна  | 1        | 2п       |
|              | Чопик Тарас Володимирович         | 2 лютого 1972     | Україна  | 26       | 37п      |
| Захисники    |                                   |                   |          |          |          |
|              | Андрієнко Денис Андрійович        | 12 квітня 1980    | Україна  | 11       | 1        |
|              | Бабич Олександр Олександрович     | 15 лютого 1979    | Україна  | 19       | 4        |
|              | Гаврюшов Андрій Валерійович       | 24 вересня 1977   | Україна  | 6        | 0        |
|              | Лемішко Костянтин Львович         | 8 травня 1974     | Україна  | 5        | 0        |
|              | Мартиненко Андрій Анатолійович    | 18 липня 1978     | Україна  | 10       | 0        |
|              | Мішков Омар Фауазович             | 10 листопада 1977 | Україна  | 9        | 0        |
|              | Мокрицький Юрій Ярославович       | 16 жовтня 1970    | Україна  | 25       | 0        |
|              | Первак Віталій Миколайович        | 15 серпня 1970    | Україна  | 23       | 1        |
|              | Танасюк Сергій Анатолійович       | 12 листопада 1968 | Україна  | 13       | 1        |
|              | Шевчук Юрій Васильович            | 11 листопада 1978 | Україна  | 4        | 0        |
| Півзахисники |                                   |                   |          |          |          |
|              | Балацький Анатолій Васильович     | 15 червня 1972    | Україна  | 7        | 0        |
|              | Данченко Юрій Володимирович       | 9 серпня 1979     | Україна  | 22       | 0        |
|              | Жилін Олег Миколайович            | 2 серпня 1971     | Україна  | 22       | 2        |
|              | Зав'ялов Андрій Олександрович     | 2 січня 1971      | Україна  | 8        | 0        |
|              | Зуб Роман Іванович                | 16 лютого 1967    | Україна  | 8        | 0        |
|              | Клименко Андрій Віталійович       | 13 вересня 1977   | Україна  | 4        | 0        |
|              | Плотко Ігор Володимирович         | 9 червня 1966     | Україна  | 23       | 0        |
|              | Сахно Віталій Вікторович          | 26 березня 1977   | Україна  | 17       | 1        |
|              | Сєріков Володимир Ілліч           | 21 січня 1970     | Україна  | 2        | 0        |
|              | Соболь Олександр Іванович         | 19 січня 1968     | Україна  | 17       | 0        |
|              | Хомутов Денис Олександрович       | 7 серпня 1979     | Україна  | 5        | 0        |
|              | Шаран Володимир Богданович        | 18 вересня 1971   | Україна  | 13       | 1        |
| Нападники    |                                   |                   |          |          |          |
|              | Іванов Олексій Володимирович      | 9 січня 1978      | Україна  | 13       | 2        |
|              | Козакевич Олександр Володимирович | 9 серпня 1975     | Україна  | 6        | 0        |
|              | Кріпак Яків Вікторович            | 13 червня 1978    | Україна  | 1        | 0        |
|              | Розлач Олександр Віталійович      | 6 жовтня 1978     | Україна  | 6        | 0        |
|              | Чуйченко Сергій Олександрович     | 25 жовтня 1968    | Україна  | 25       | 8        |
|              | Ярош Руслан Леонідович            | 31 серпня 1979    | Україна  | 4        | 0        |

## «Таврія» (Сімферополь)
Головні тренери: Валерій Петров (25 матчів) Анатолій Заяєв (1 матч)
| №            | Футболіст                          | Дата народження   | Країна   | Ігри     | Голи     |
| Воротарі     | Воротарі                           | Воротарі          | Воротарі | Воротарі | Воротарі |
| ------------ | ---------------------------------- | ----------------- | -------- | -------- | -------- |
|              | Бажан Ігор Миколайович             | 2 грудня 1981     | Україна  | 10       | 8п       |
|              | Величко Сергій Миколайович         | 9 серпня 1976     | Україна  | 16       | 28п      |
| Захисники    |                                    |                   |          |          |          |
|              | Богач Олександр Анатолійович       | 26 лютого 1983    | Україна  | 3        | 0        |
|              | Бойцан Олександр Володимирович     | 20 жовтня 1973    | Україна  | 3        | 0        |
|              | Донюшкін Юрій Олексійович          | 27 січня 1976     | Україна  | 25       | 0        |
|              | Назаров Дмитро Аркадійович         | 3 серпня 1977     | Україна  | 20       | 0        |
|              | Котюк Андрій Валерійович           | 3 вересня 1976    | Україна  | 23       | 1        |
|              | Куций Павло Павлович               | 18 серпня 1978    | Україна  | 2        | 0        |
|              | Поляков Борис Маркович             | 8 грудня 1976     | Україна  | 14       | 0        |
|              | Де Олівейра Роджер Франклін Берна  | 13 квітня 1981    | Бразилія | 2        | 0        |
|              | Хоменко Ігор Юрійович              | 18 квітня 1976    | Україна  | 9        | 0        |
|              | Чижевський Олександр Арсенійович   | 27 травня 1971    | Україна  | 10       | 0        |
| Півзахисники |                                    |                   |          |          |          |
|              | Браіла Володимир Леонідович        | 21 серпня 1978    | Україна  | 9        | 0        |
|              | Войнаровський Роман Васильович     | 5 січня 1980      | Україна  | 6        | 0        |
|              | Грищенко Олексій Володимирович     | 7 березня 1978    | Україна  | 1        | 0        |
|              | Заяць Вадим Григорович             | 1 червня 1974     | Україна  | 9        | 0        |
|              | Кравченко Віктор Миколайович       | 10 січня 1976     | Україна  | 22       | 1        |
|              | Кундєнок Геннадій Миколайович      | 6 жовтня 1976     | Україна  | 9        | 1        |
|              | Митрофанов Олександр Володимирович | 1 листопада 1977  | Україна  | 23       | 3        |
|              | Парубін Євген Володимирович        | 3 липня 1978      | Україна  | 1        | 0        |
|              | Пірву Іонел Антонел                | 23 червня 1970    | Румунія  | 11       | 0        |
|              | Трапаідзе Гоча Важайович           | 9 травня 1976     | Грузія   | 25       | 3        |
|              | Фокін Юрій Тенгісович              | 3 січня 1966      | Україна  | 8        | 0        |
|              | Чомахідзе Шота                     | 17 листопада 1978 | Грузія   | 21       | 1        |
| Нападники    |                                    |                   |          |          |          |
|              | Гайдаш Олександр Миколайович       | 7 серпня 1967     | Україна  | 12       | 3        |
|              | Гігіадзе Васіл                     | 3 червня 1977     | Грузія   | 24       | 9        |
|              | Забранський Руслан Михайлович      | 10 березня 1971   | Україна  | 4        | 1        |
|              | Мамонов Сергій Миколайович         | 15 червня 1971    | Україна  | 1        | 0        |
|              | Мочуляк Олег Леонідович            | 27 вересня 1974   | Україна  | 13       | 2        |
|              | Стахів Олександр Володимирович     | 13 січня 1981     | Україна  | 1        | 0        |
|              | Увакве Учечукву                    | 3 липня 1979      | Нігерія  | 12       | 1        |

## «Шахтар» (Донецьк)
Головні тренери: Віктор Прокопенко (10 матчів), Валерій Яремченко (3 матчі), Невіо Скала (13 матчів)
| №            | Футболіст                        | Дата народження   | Країна             | Ігри     | Голи     |
| Воротарі     | Воротарі                         | Воротарі          | Воротарі           | Воротарі | Воротарі |
| ------------ | -------------------------------- | ----------------- | ------------------ | -------- | -------- |
|              | Вірт Юрій Миколайович            | 4 травня 1974     | Україна            | 8        | 6п       |
|              | Ковалевський Войцех              | 11 травня 1977    | Польща             | 9        | 1п       |
|              | Шутков Дмитро Анатолійович       | 3 квітня 1972     | Україна            | 9        | 3п       |
| Захисники    |                                  |                   |                    |          |          |
|              | Бредун Євген Дмитрович           | 10 вересня 1982   | Україна            | 5        | 0        |
|              | Вугдаліч Муамер                  | 25 серпня 1977    | Словенія           | 2        | 0        |
|              | Гюзелов Ігор                     | 2 квітня 1976     | Північна Македонія | 2        | 0        |
|              | Глевецкас Дайнюс Юлюс            | 3 травня 1977     | Литва              | 12       | 0        |
|              | Ндіайе Ассан                     | 1 серпня 1974     | Сенегал            | 23       | 3        |
|              | Кіріце Даніель                   | 24 березня 1974   | Румунія            | 1        | 0        |
|              | Окоронкво Ісаак                  | 1 травня 1978     | Нігерія            | 16       | 0        |
|              | Оцокольіч Предраг                | 29 липня 1977     | Югославія          | 1        | 0        |
|              | Попов Сергій Олександрович       | 22 квітня 1971    | Україна            | 21       | 5        |
|              | Старостяк Михайло Володимирович  | 13 жовтня 1973    | Україна            | 24       | 0        |
|              | Флоря Даніель                    | 18 грудня 1975    | Румунія            | 22       | 0        |
|              | Шевчук В'ячеслав Анатолійович    | 13 травня 1979    | Україна            | 1        | 0        |
| Півзахисники |                                  |                   |                    |          |          |
|              | Абрамов Віталій Сергійович       | 12 липня 1974     | Росія              | 2        | 0        |
|              | Аліуце Маріан                    | 4 лютого 1978     | Румунія            | 17       | 0        |
|              | Бахарєв Олексій Олександрович    | 12 жовтня 1976    | Україна            | 16       | 2        |
|              | Гай Олексій Анатолійович         | 6 листопада 1982  | Україна            | 7        | 1        |
|              | Зубов Геннадій Олександрович     | 12 вересня 1977   | Україна            | 23       | 8        |
|              | Конюшенко Андрій Вікторович      | 2 квітня 1977     | Україна            | 10       | 1        |
|              | Левандовський Маріуш             | 18 травня 1979    | Польща             | 11       | 1        |
|              | Олексієнко Олександр Миколайович | 13 травня 1979    | Україна            | 3        | 0        |
|              | Пестряков Олег Ігорович          | 5 серпня 1974     | Україна            | 4        | 1        |
|              | Тимощук Анатолій Олександрович   | 30 березня 1979   | Україна            | 26       | 3        |
| Нападники    |                                  |                   |                    |          |          |
|              | Агахова Джуліус                  | 12 лютого 1982    | Нігерія            | 17       | 7        |
|              | Ателькін Сергій Валерійович      | 8 січня 1972      | Україна            | 15       | 2        |
|              | Бєлік Олексій Григорович         | 15 лютого 1981    | Україна            | 21       | 3        |
|              | Воробєй Андрій Олексійович       | 29 листопада 1978 | Україна            | 25       | 9        |